# Quyển sách thần chú
Quyển sách thần chú (tiếng Anh: Ultimate Book of Spells) là phim hoạt hình thiếu nhi Canada bắt đầu sản xuất vào năm 2001. Phim được phát sóng trên YTV ở Canada, Toon Disney ở Hoa Kỳ, trên CBBC và Pop ở Vương quốc Anh gồm 26 tập.